# Ljusklobben (Sottunga, Åland)
Ljusklobben är ett skär i Åland (Finland). Det ligger i Skärgårdshavet och i kommunen Sottunga i landskapet Åland, i den sydvästra delen av landet. Ön ligger omkring 41 kilometer öster om Mariehamn och omkring 240 kilometer väster om Helsingfors.
Öns area är 2 hektar och dess största längd är 300 meter i sydöst-nordvästlig riktning. Trakten är glest befolkad. Närmaste större samhälle är Vårdö, 19,0 km nordväst om Ljusklobben.